# Larapinta Drive
A Larapinta Drive igen fontos turisztikai út Ausztrália Északi területén. Az állami kezelésű út Alice Springs várost, valamint Ausztrália egyik legjelentősebb nevezetességét, a Kings Canyont köti össze. Az út 1962-ben készült el, legnagyobb részén aszfaltozott, de néhány kisebb földút-szakasza is van. Teljes hossza 325 kilométer. A földút szakaszra inkább terepjárót ajánlanak. 

## Neve
A „Larapinta” szó a helyi aboriginal nép nyelvén a Finke folyót jelenti.

## Az út leírása
A kezdetén 3. számú út Alice Springs központjából indul. Innen nyugat felé halad a MacDonnell-hegység vonulatai mentén. Közvetlenül a város után innen lehet megközelíteni az Alice Springs Desert Parkot, mely a sivatag növényzetét bemutató botanikuskert. Ezután egy nagyobb, időszakos folyó következik, innen észak felé egy kisebb úton hat kilométer a Simpson Gap, amely egy látványos szurdokvölgy.
A következő északi elágazás a Standley Chasm szurdokvölgy felé vezet. Innen délnek fordul az út, majd elágazik belőle a 2. számú Namatjira Drive, mely később visszacsatlakozik ebbe az útba. Az elágazás után az út a 6. számot viseli. Innen ismét nagyrészt nyugat felé tart az út, majd eléri Hermannsburg aboriginal települést, melynek érdekessége a misszióstemplom és Albert Namatjira aboriginal képzőművész háza. 
A város után a Namatjira Drive visszacsatlakozik a Larapinta Drive-ba, erre letérve innen néhány kilométer a Gosses Bluff-kráter meteoritkráter, ami az őslakók szent helye. 
A Mereenie Loop kilátópontnál az út áthalad egy kisebb hegygerincen, keletnek fordul, majd eléri a Kings Canyont és a Watarrka Nemzeti Parkot. A mindentől távoli, sivatagos helyen turistacentrum, kis szálloda, benzinkút és kisebb repülőtér is működik. Magához a kanyonhoz kiépített út vezet, ott nagy és jól kiépített parkoló található, ahonnan több, különféle hosszúságú és nehézségű gyalogösvényen lehet a kanyont megtekinteni, mely Ausztrália egyik fő nevezetessége.
A kanyon elágazása után az út tovább folytatódik, de innentől  a 3. számot viseli és neve Luritja Drive, mintegy 200 kilométer után becsatlakozik az Uluru és a Kata Tjuta, illetve a Stuart Highway közötti Lasseter Highwayba.